# Beatriz Arregui Gamir
Beatriz Arregui Gamir (Bilbao, Vizcaya, 7 de marzo de 1995) es una árbitra de fútbol español de la Primera Federación Femenina. Pertenece al Comité de Árbitros del País Vasco.

## Trayectoria
Ascendió a la máxima categoría del fútbol femenino español el año 2017, cuando esta fue creada para que la Primera División Femenina de España fuera dirigida únicamente por árbitras.
Debutó el 9 de septiembre de 2017 en la Primera División Femenina en un Fútbol Club Barcelona contra Fundación Albacete (3–0).
Descendió a la Primera Federación Femenina al finalizar la temporada 2022/2023 tras 6 temporadas arbitrando en la máxima categoría.

## Temporadas
| Categoría                   | País   | Año       |
| --------------------------- | ------ | --------- |
| Primera División            | España | 2017-2023 |
| Primera Federación Femenina | España | 2023-     |